# Pietà (Flandrin)
Pour les articles homonymes, voir Pietà.
 (décembre 2024).
Pietà est un tableau réalisé par le peintre français Hippolyte Flandrin vers 1842. Cette huile sur toile de format horizontal est une peinture chrétienne qui représente Marie entièrement couverte de noir se recueillant sur le corps mort de Jésus, qui au premier plan de la composition est étendu nu sur son dos. L'œuvre est conservée au musée des Beaux-Arts de Lyon, à Lyon.